# Nachal Tapuchim
Nachal Tapuchim (hebrejsky: נחל תפוחים) je vádí v Horní Galileji, v severním Izraeli.
Začíná nedaleko vesnice Sasa, kde stéká ze severního úbočí bezejmenného kopce (kóta 838). Směřuje pak k severu zalesněným údolím. Nedaleko od jižního okraje vesnice Dovev ústí zleva do vádí Nachal Dovev, jež jeho vody odvádí do Libanonu a do povodí Středozemního moře.